# NGC 5682
NGC 5682 (другие обозначения — UGC 9388, MCG 8-27-2, ZWG 248.8, KUG 1432+488, IRAS14329+4853, PGC 52107) — спиральная галактика с перемычкой (SBb) в созвездии Волопас.
Этот объект входит в число перечисленных в оригинальной редакции «Нового общего каталога».
В галактике вспыхнула сверхновая SN 2005ci типа II, её пиковая видимая звездная величина составила 18,5.